# 山崎カズユキ
山崎 カズユキ（やまざき かずゆき、1976年2月27日 - ）は新潟県上越市出身の役者。現在は株式会社エコーズに所属。

## 人物
上越市出身。
早稲田大学第二文学部入学と同時に、演劇活動を開始。
1998年から2007年の活動休止まで劇団ベターポーヅに参加、現在は株式会社エコーズに所属。
泉光典・内田龍・寺井義貴らとともに、料理をふるまうユニット「皿の上警察」のメンバーとして活動。

## 出演

### 舞台
- ＼ハイチーズ／千本桜記念
- ライラック（さよなら宇田川町）
- コンストラクション ダイアグラム・オーバー ザ ディメンション～108の、建設と解体を繰り返す未遂の構想について～（ブルドッキングヘッドロック）
- 狂犬百景（MU/MITAKA "Next" Selection 2016）
- ヘイ!ブラザー!メーン!!（タイガー）
- もっと美人だった（箱庭円舞曲）
- ごはんと宇宙（ごはん部）
- 少年は銃を抱く（MU）
- I LOVE LIFE（空飛ぶ猫☆魂）
- ショーシャンクの空に
- 想像／MOJITO（BARHOPPER×MU）
- 高木珠里の演劇100人組手
- ともだちのそうしき（RONNIE ROCKET Reading）
- Missing Link（劇団なんでやねん）
- 愛の蟻地獄（はらぺこペンギン!）
- RING WANDERING（劇団なんでやねん）
- 来来!図書館（ロリータ男爵）
- 明解 日本語アクセント事変（tsutsumizo teatro）
- 九日目にはもう飽きている（東京ナイス）
- オムニバスof OiOi（Oi-SCALE）
- 毒薬と、イアン・ソォプ…（tsutsumizo teatro）
- 僕がブルーハーツとダウンタウンを好きになった理由。（Oi-SCALE）
- GOCAROKU（tsutsumizo teatro）
- 青十字（KERA・MAP）
- FAT OLD SUN（青島レコード）
- エロを乞う人 エロファント・マン（毛皮族）
- 鳥は逃げた（スイングルド・プントオーニュ楽団）
- In the land of Glay and Pink（青島レコード）
- 馬鹿が背広でやって来る（フラクタル）
- スナック寒月（フラクタル）
- 洞海湾（ラフカット'97）
- 4人の美容師見習い（以下、ベターポーヅ）
- ハンサムユニオン 初々しくエロやかに
- ちぎれるほど愛して
- おややヒューマンスヰッチ
- ビール樽が熊の毛皮を着込んで火薬で心臓をふくらませています
- 並PLAY
- 別冊オトメチック・ルネッサンス 雲の絶間姫
- ノイローゼ・ダンシング
- 特性のない男の編み物
- 別冊オトメチック・ルネッサンス 接吻は愛の速記術
- おやつの季節
- オトメチック・ルネッサンス
- カエルとムームー

### 映画
- 左様なら（監督：石橋夕帆）
- honey（監督：神徳幸治）
- Re:LIFE（監督：古澤健）
- 嘘をついて（監督：三ツ橋勇二）
- 秘密 -THE TOP SECRET-（監督：大友啓史）
- フリーキッチン（監督：中村研太郎）
- 臨場 劇場版（監督：橋本一）
- 怪物くん（監督：中村義洋）
- カイジ2 人生奪回ゲーム（監督：佐藤東弥）
- 蜘蛛の国の女王（監督：常本琢招）
- BECK（監督：堤幸彦）
- 大人になった夏（監督：長島永知）
- パニック4ROOMS（監督：井上博貴・森本英稔）
- 20世紀少年 第1章（監督：堤幸彦）
- まぼろしの邪馬台国（監督：堤幸彦）
- 893239 ヤクザ23区／杉並区篇（監督：古澤健）
- 明日の記憶（監督：堤幸彦）
- シナリオライター 松本マリコの課題（監督：中村拓）
- アカイヒト（監督：遠山智子）
- 寝耳に水（監督：井川耕一郎）

### テレビ
- トレース〜科捜研の男〜（フジテレビ）
- The Fake Show（YouTube Originals）
- 大恋愛〜僕を忘れる君と（TBS）
- ほんとにあった怖い話　夏の特別編2018（フジテレビ）
- マツコ、昨日死んだってよ（テレビ東京）
- BG～身辺警護人～（テレビ朝日）
- 都庁爆破！（TBS）
- テクネ 映像の教室（Eテレ）
- 北風と太陽の法廷（フジテレビ）
- バイプレイヤーズ（テレビ東京）
- 水曜ミステリー9 犯罪科学分析室 電子の標的3（テレビ東京）
- 水曜ミステリー9 嫌われ監察官 音無一六スペシャル（テレビ東京）
- メガバンク最終決戦（WOWOW）
- 民王（テレビ朝日）
- 襲撃 三人のパイロット（NHK）
- 仮面ライダーウィザード（テレビ朝日）
- あぽやん〜走る国際空港（TBS）
- ゴーイング マイ ホーム（関西テレビ放送）
- リッチマン、プアウーマン（フジテレビ）
- 撮らないで下さい!!グラビアアイドル裏物語（テレビ東京）
- 戦国鍋TV 〜なんとなく歴史が学べる映像〜（テレビ神奈川）
- SPEC〜警視庁公安部公安第五課 未詳事件特別対策係事件簿〜（TBS）
- 革命ステーション5+25（LISMO Video）
- 特上カバチ!!（TBS）
- ラストメール（BS朝日）
- スシ王子!（テレビ朝日）
- 役者魂!（フジテレビ）
- 知ってるワイフ 最終話（2021年3月18日、フジテレビ）
- 大河ドラマ 青天を衝け（2021年、NHK）

### CM
- LION ルックプラス バスタブクレンジング「つらくない」篇
- 大塚製薬 UL・OS実験室「におい」篇
- ダンロップ WINTER MAXX「モチロンギュ」篇
- 常盤薬品 眠眠打破 「ヘイ!ヘイ!タクシー」篇
- グノシー×少年ジャンプ+
- 花王 ワイドハイターEXパワー 「菌対策に」篇
- ベツダイ RE住むリノベーション 「カール」篇
- JAバンク みんなのちょリスの素敵な毎日 「六本木の素敵なバー」篇
- ゼリア新薬 ヘパリーゼWハイパー 「帰りましょう」篇
- モバゲー 神撃のバハムート バッハ武藤「ごめんなさい」「ありがとう」「進化」篇
- RAIZIN　ENERGY DRINK
- ケンタッキーフライドチキン 「ケンタの夏」篇
- バンダイ プロ野球カード（オーナーズリーグ）
- NTT東日本 フレッツシリーズ 「地デジ入学式」篇
- 三菱UFJフィナンシャル・グループ
- HONDA SPIKE
- ロッテ キシリトールガム
- 北海道銀行
- コスモ石油 「賞味期限」篇

### PV
- 持田香織 PV 『green』

### WEB
- LIFE-TIME Vol.2"昼" lunch（リトルプレス『dm』）